# Puissance Techno
Les compilations Puissance Techno sont des albums regroupant des musiques en licence avec le label Wagram Music et Inca Music (Omnisounds), et plus récemment EMI Music.
À cause de la chute de leurs ventes, les compilations Techno commerciale françaises disparaissent à partir de 2007.
- Titre : Puissance Techno
- Label : Inca Music et Wagram Music
- Jaquette :  Z(one)4
- Pays : France
- Date de Sortie : 1998 à 2007
- Contenu : 1 ou 4 CD
- Genre Musical : Techno/Trance/House

## Album
(Par Contact FM)
- Puissance Techno Vol.1
- Puissance Techno Vol.2
- Puissance Techno Vol.3
- Puissance Techno Vol.4
- Puissance Techno Vol.5
- Puissance Techno Vol.6
- Puissance Techno Vol.7
- Puissance Techno 2001
- Puissance Techno Vol.8
- Puissance Techno Vol.9
- Puissance Techno 2002
- Puissance Techno Vol.10
- Puissance Techno 4.1 (Best of)
- Puissance Techno Vol.11
- Puissance Techno 2007
- Puissance Techno 2007 Vol.2
- Puissance Techno (Best of 2007)

## Puissance Dancefloor
(Par Fg Dj Radio)
- Puissance Dancefloor 2007
- Puissance Dancefloor 2007 Vol.2
- Puissance Dancefloor 2008
- Puissance Dancefloor Winter 2009
- Puissance Dancefloor Summer 2009
- Puissance Dancefloor 2010
- Puissance Dancefloor Summer 2010
- Puissance Dancefloor 2011
- Puissance Dancefloor Summer 2011
- Puissance Dancefloor Winter 2011
- Puissance Dancefloor 2012 (Février 2012)

## Puissance  Makina
- Puissance Makina
- Puissance Makina 2
- Puissance Makina 3
- Puissance Hardcore